# 里利·米尔恩
里利·米尔恩（英語：Rielly Milne，1996年5月31日—），美国男子赛艇运动员。他曾代表美国参加2024年夏季奥林匹克运动会赛艇比赛，获得男子八人单桨有舵手铜牌。